# ヒアエノドン
ヒアエノドン（学名：Hyaenodon、「ハイエナの歯」の意）は、絶滅した肉食哺乳類のグループである肉歯目ヒアエノドン科のタイプ属。古第三紀始新世から新第三紀中新世中期にかけた約2610万年の間、ユーラシア大陸と北アメリカ大陸に生息していた。ヒエノドンまたはハイエノドンとも呼称される。

## 生態的地位
ヒアエノドン属には様々な種が存在し、互いに生存競争を繰り広げていた。またヒアエノドンに近縁な哺乳類にシノパ属やディッソプサリス属、ヒアイナイルルス属といったものがおり、これらとも競合していた。アフリカやアジアにおいては中新世に至るまで生態系の捕食者として重要な役割を果たしていた。ノースダコタでのディニクティスの頭骨化石にある歯の穿刺痕の解析により、ニムラブス科など当時の大型捕食動物を狩るヒアエノドンの種もいたことが示唆されている。

## 形態

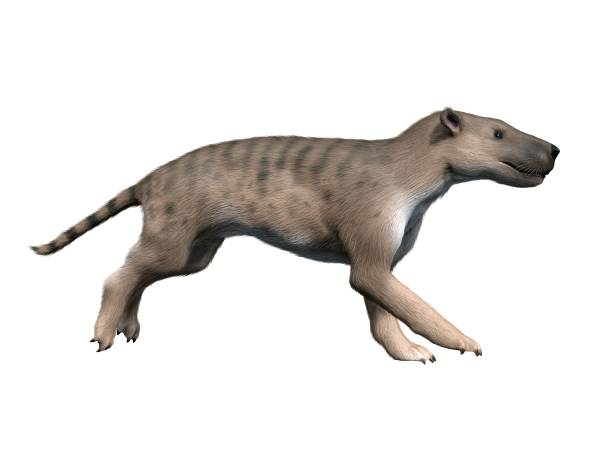
Hyaenodon horridusの復元図

ヒアエノドン属には、当時最大の陸生肉食哺乳類であった種もいれば、テン属の大きさに過ぎない種もいた。多くの種の化石は北アメリカやヨーロッパ、アジアから発見されている。ヒアエノドンは初期の肉食哺乳類としては典型的な形質で、非常に巨大な頭骨を持っていたものの脳の容積は小さいものであった。鼻先は狭いが頭骨は長く、例を挙げるとイヌ科の捕食動物よりも遥かに長大であった。首は頭骨よりも短く、胴体は長く頑丈でそのまま長い尾に続いた。
北アメリカ最大の種であるH. horridusの成体または亜成体における平均体重は約40キログラムで、60キログラムをおそらく超えなかったと推定されている。属における最大の種であるH. gigasは体重約500キログラム、体長約3メートルであった。古第三紀漸新世初期における北アメリカのH. cruciansはわずか10 - 25キログラムと推定されている。始新世後期の北アメリカに生息していたH. microdonとH. mustelinusはさらに小型であり、体重は約5キログラムであった。

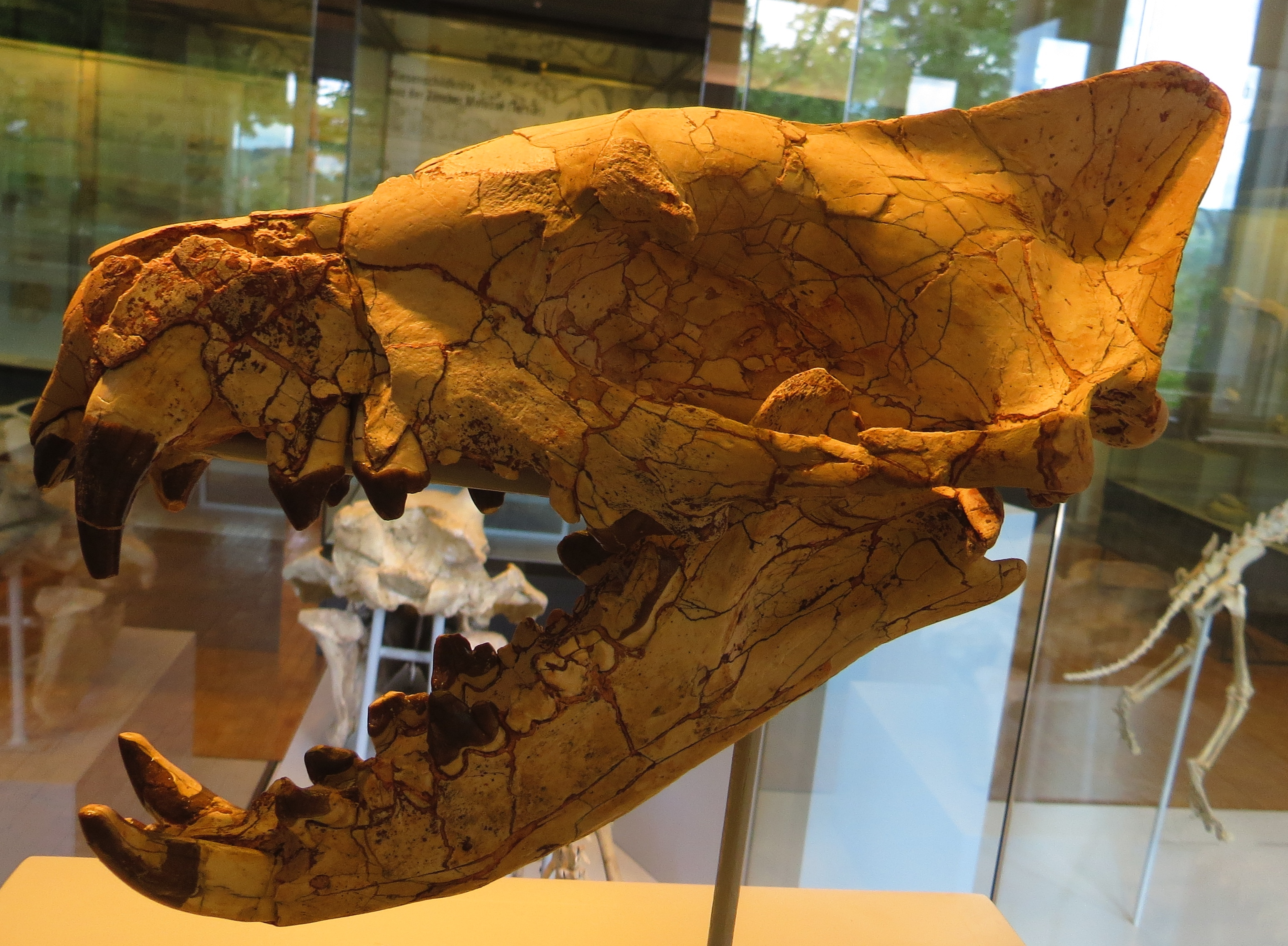
H. horridusの頭骨

近縁ではあるがより大型のヒアイナイルルスと比較すると、骨の破砕よりは肉の剪断に向いた歯列を持っていた。
一方でH.exiguusは、三半規管の研究から樹上性であった可能性が指摘されている。

### 歯の萌出
ヒアエノドンの幼体の標本の研究から、同属の歯の置換の仕組みが非常に特殊なものであったことが判明している。幼体は歯が完全に萌出するまで3年から4年を要するが、これは完全に成体になるまでの時期が長かったことを意味する。北アメリカの標本では上顎第一小臼歯が上顎第一大臼歯よりも先に放出するが、ヨーロッパの標本では上顎第一大臼歯が先に生えることが示されている。

## 絶滅

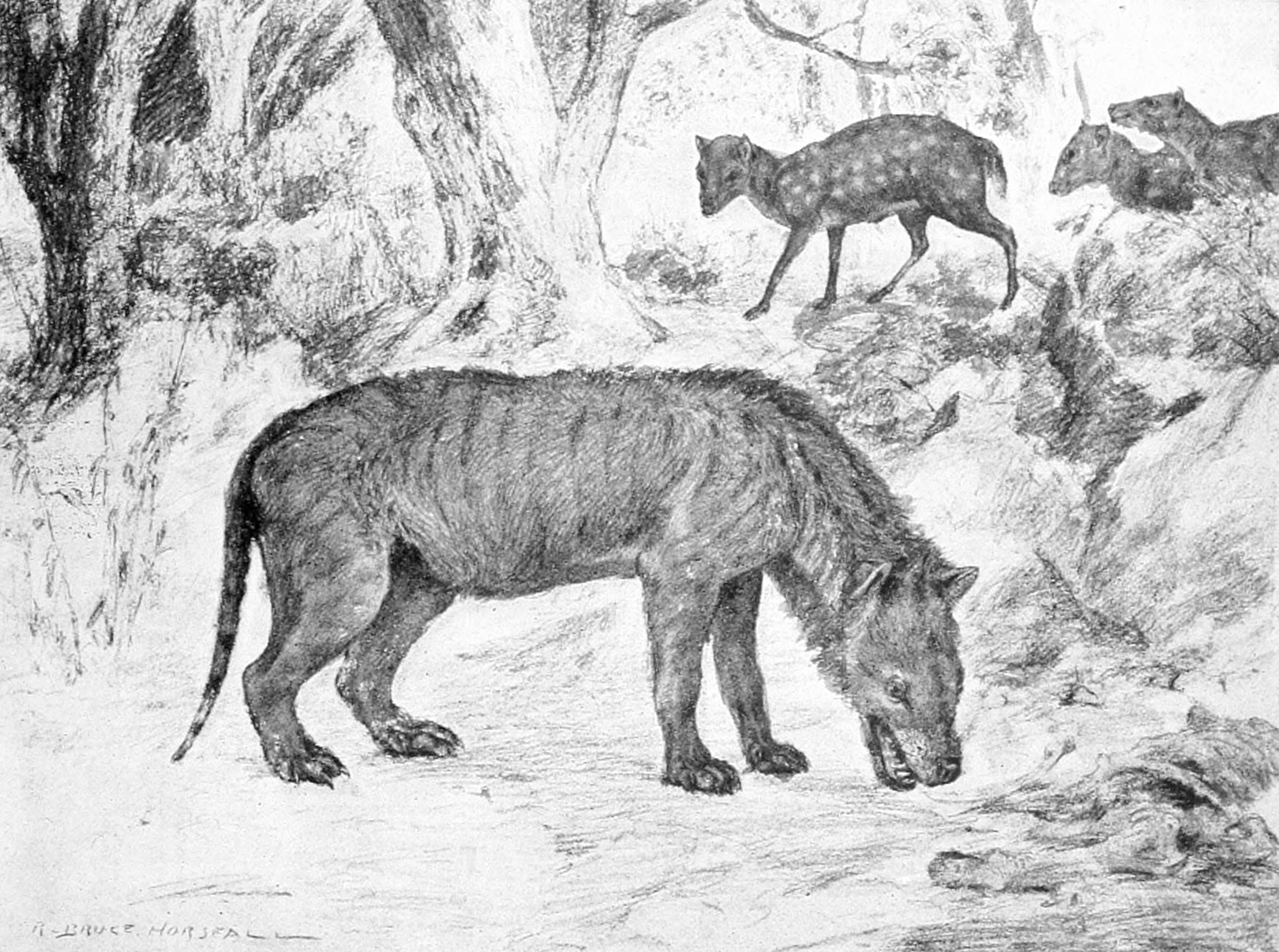
H. horridusとレプトメリックス（奥）

北アメリカにおける最後のヒアエノドン属であるH. brevirostrisは漸新世の後期から中新世の初期にかけて絶滅した。ヨーロッパのヒアエノドン属は漸新世の初期において既に絶滅していた。